# Iberesia brauni
Iberesia brauni és una espècie d'aranya migalomorfa de la família de les nemèsids (Nemesiidae). Fou descrita per primera vegada per L. Koch el 1882 com a Nemesia brauni, que més endavant es va considerar un sinònim d' Iberesia brauni. Aquesta espècie és endèmica de Mallorca, a les illes Balears.